# Kantonale Kaserne Beundenfeld

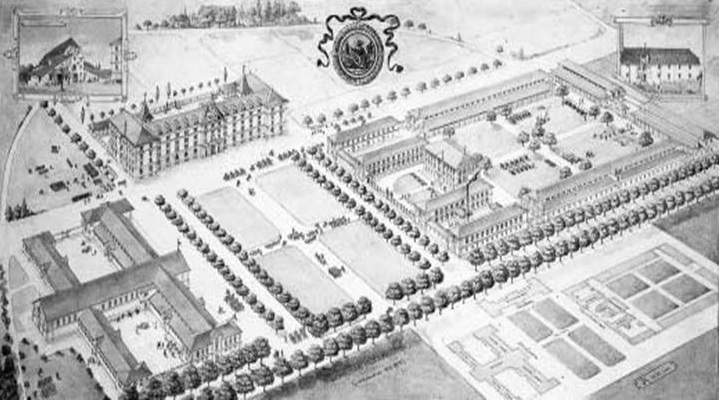
Kantonale Militäranstalten Vogelschaubild 1876

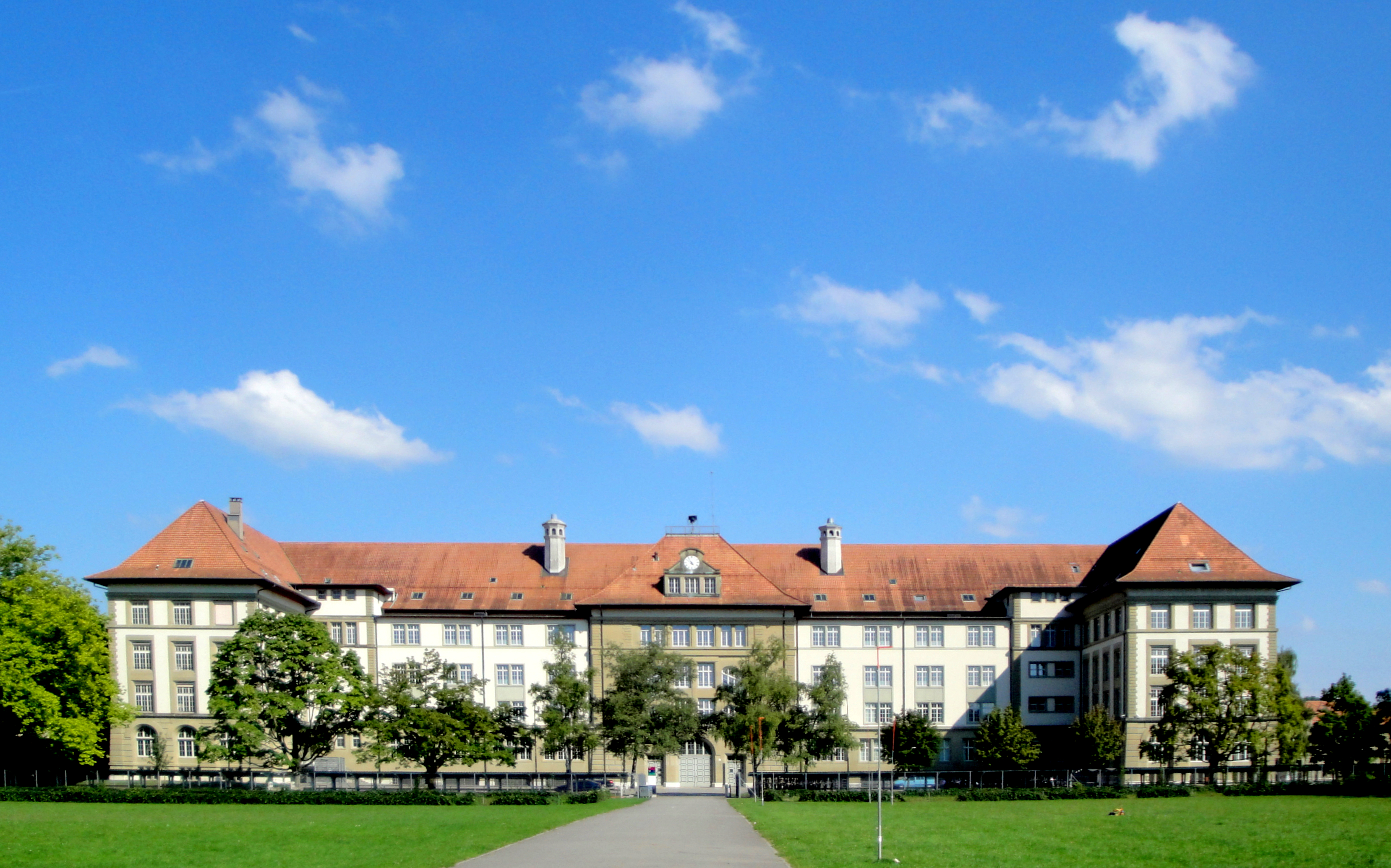
Mannschaftskaserne der Berner Truppen

Fesselballon und Ballonhalle auf der Allmend Beundenfeld

Die General Guisan Kaserne in Bern wurde nach einem Volksbeschluss von 1873 erstellt, um die auf drei Standorte verteilten Militäreinrichtungen in der Stadt zu ersetzen. Während der Platzbedarf der zugehörigen Zeughäuser und Stallungen unbestritten war, wurde um die Kaserne an sich wegen ihrer suspekten Machtsymbolik heftig diskutiert, sodass das Projekt in zwei Varianten erarbeitet wurde.
Die Anlage als eine der grössten zusammenhängenden Baukomplexe des letzten Jahrhunderts in der Schweiz umfasste die doch vierstöckig gebaute Mannschafts-Kaserne (MK), Stallungen, Zeughaus sowie Exerzierplätze, später auch die Eidgenössische Militärpferdeanstalt.
Auf der Allmend wurde der Flugplatz Beundenfeld eingerichtet, wo für die neu gegründete Ballontruppe im Jahr 1900 eine Ballonhalle errichtet worden war. Schon vor dem Ersten Weltkrieg wurde dort auch mit Flächenflugzeugen geflogen. Im Jahr 1910 sowie vom 14. bis 16. Oktober 1911 fand ein Flugmeeting statt. Der Bundesrat hatte für das Schaufliegen einen Preis von 500 Franken für Schweizer Flugzeuge vorgesehen. Hans Schmid aus Wettingen hatte am ersten Tag mit 31 Minuten den längsten Flug gezeigt, verunfallte jedoch beim zweiten Flug tödlich. Im Jahr 1914 erfolgte an diesem Ort die Aufstellung der Fliegertruppe der Schweizer Armee.
Die Kaserne erhielt den Namen General-Guisan-Kaserne und wird weiter genutzt. Weitere Gebäude stehen unter Denkmalschutz und werden von anderen Nutzern beansprucht, beispielsweise der Hochschule der Künste Bern. Weitere Räumlichkeiten werden vom heutigen Nationalen Pferdezentrum beansprucht, welches aus der Eidgenössischen Militärpferdeanstalt hervorging.